# 恩斯特·胡夫施米德
恩斯特·胡夫施米德（德語：Ernst Hufschmid，1910年10月9日—？），瑞士男子手球运动员。他曾代表瑞士参加1936年夏季奥林匹克运动会手球比赛，获得一枚铜牌，他在所有五场比赛均有上场参赛。